# انتخابات إفريقية (فلم)
انتخابات أفريقية (بالإنجليزية: An African Election) هو فيلم وثائقي غاني صدر عام 2011 حول الانتخابات العامة المثيرة للجدل لعام 2008 في غانا. الفيلمُ من إخراج جاريث وكيفين ميرز ويعرضُ مقابلاتٍ مع اثنين من المرشحين الرئاسيين وهما نانا أكوفو أدو وجون أتا ميلز بالإضافة إلى الرئيس الغاني السابق جيري رولينغز.

## روابط خارجية
- الموقع الرسمي
- انتخابات إفريقية  في قاعدة بيانات الأفلام على الإنترنت (بالإنجليزية)